# Mate Selak
Mate Selak (Split, 9. travnja 1988.), hrvatski nogometaš
Krenuo je igrati u redovima NK Splita koji ga je kao kadeta htio prodati u Hajduk. Međutim, to se nije dogodilo, Selak je krenuo zaobilaznim putem. Bio je i na probi u Barceloni i igrao za Omladinac iz Vranjica. Nakon toga stigao je do Hajduka u zimu sezone 2005./06. praćen epitetima izrazito nadarenog igrača, te na proljeće kod Luke Bonačića zaigrao i na derbiju s Dinamom. 
Naredne ga sezone Vulić šalje na posudbe u Šibenik i Solin, međutim, nije se niti na jednoj naigrao. Pred ovu sezonu bio je na pripremama s ostatkom seniorske momčadi,  ali je opet upućen na kaljenje, ovaj put u Imotski.

## Vanjske poveznice
- Nogometni-magazin: statistika